# Travesti (canción)
«Travesti», a veces llamada «Qué te pasa Javier», es una canción de rock de 1992 interpretada por la banda musical peruana Sangre Púrpura. La letra trata sobre la intención de entender la homosexualidad o transexualidad de una persona llamada Javier.
En 2018, la emisora Oxígeno, le otorgó el puesto 20 de su lista de «20 himnos del rock & pop peruano» publicada por Fiestas Patrias.

## Sangre Púrpura
Sangre Púrpura fue un grupo musical conformado por Andrés Da Ros y Paul Zavala, que se dedicó al género pop-rock desde 1989. No fue hasta tres años después, en 1992, que saltó a la fama con «Travesti», sencillo que formó parte del álbum Sueños, primera producción del grupo que reunía a «Sensual», «Mr. Violaciones», entre otras canciones.

## Crítica
En 2018, el periodista y escritor peruano Jaime Bedoya escribió Las peores canciones peruanas, texto que explora el contenido de tres canciones: «Virgen María, salva a mi hijo» de Guiller, «Lo peor de todo» de Grupo Río, y «Travesti» de Sangre Púrpura. Bedoya menciona que la canción se adelanta "cósmicamente al reconocimiento de las minorías sexuales", cuestionando la identidad del personaje Javier en un contexto donde la disidencia sexo-genérica es castigada. La canción tiene una fuerte influencia en el imaginario nacional, espacio donde las representaciones de la comunidad LGTBIQ+ son blanco de discriminación y burla.De hecho, la canción fue utilizada en programas humorísticos como entradilla para escenas burlescas donde el personaje representaba a una persona homosexual o travestida estereotipada.